# Liste der Kulturdenkmäler in Ensch
In der Liste der Kulturdenkmäler in Ensch sind alle Kulturdenkmäler der rheinland-pfälzischen Ortsgemeinde Ensch aufgeführt. Grundlage ist die Denkmalliste des Landes Rheinland-Pfalz (Stand: 8. Februar 2023).

## Einzeldenkmäler
| Bezeichnung                        | Lage                                               | Baujahr         | Beschreibung                                                                        | Bild                           |
| ---------------------------------- | -------------------------------------------------- | --------------- | ----------------------------------------------------------------------------------- | ------------------------------ |
| Wohnhaus                           | Am Kautenbach 1 Lage                               | 1911            | eingeschossiges Wohnhaus, Heimatstil, 1911, Architekt Bechtel                       | BW                             |
| Bildstock                          | Brunnenstraße, Ecke Spielesstraße Lage             | 1633            | Bildstock, bezeichnet 1633                                                          | Fotos hochladen                |
| Friedhofskreuz                     | Gartenstraße, auf dem Friedhof Lage                | 1870            | Friedhofskreuz, bezeichnet 1870                                                     | BW                             |
| Katholische Pfarrkirche St. Martin | Kirchstraße 1 Lage                                 | 1838/39         | klassizistischer Saalbau, 1838/39; an der Kirche: Bildstock, bezeichnet 1693        | Fotos hochladen                |
| Kriegerdenkmal                     | Kirchstraße, bei Nr. 1 Lage                        | 1936            | Kriegerdenkmal 1914/18, 1936                                                        | BW                             |
| Scheune                            | Martinstraße, bei Nr. 15 Lage                      | 1772            | barocke Scheune und Kelter, bezeichnet 1772                                         | BW                             |
| Wohnhaus                           | Martinstraße 21 Lage                               | 18. Jahrhundert | Breitgiebelhaus, 18. Jahrhundert, Umbau um 1840                                     | BW                             |
| Wegekreuz                          | Martinstraße, bei Nr. 42 Lage                      | 17. Jahrhundert | Nischenkreuz, 17. Jahrhundert, Aufsatz aus dem 19. Jahrhundert                      | Fotos hochladen                |
| Kreuz                              | südlich des Ortes auf dem Martinsberg Lage         | 1851            | Abschlusskreuz eines ehemaligen Stationsweges der acht Seligkeiten, Sandstein, 1851 | Fotos hochladen                |
| Bildstock                          | südlich des Ortes neben der Mittelmoselstraße Lage | 1686            | reliefierter Schaftbildstock, bezeichnet 1686                                       | weitere Bilder Fotos hochladen |